# Cúc cánh mối
Cúc cánh mối (vì hoa mỏng nhẹ như cánh mối), hay còn gọi là thạch thảo, cúc thạch thảo, cúc Nhật (tên khoa học Aster amellus) là một loài thuộc chi Cúc sao (Aster) thuộc về họ Cúc (Asteraceae). Tên tiếng Anh European Michaelmas Daisy, tiếng Pháp Oeil de Christ.
Tên gọi thạch thảo trong tiếng Việt có lẽ ảnh hưởng từ bài dịch của Bùi Giáng và Phạm Duy đối với tên hoa bruyère trong bài thơ L'adieu của Guillaume Apollinaire, một nhóm cây trong chi Thạch nam.

## Mô tả

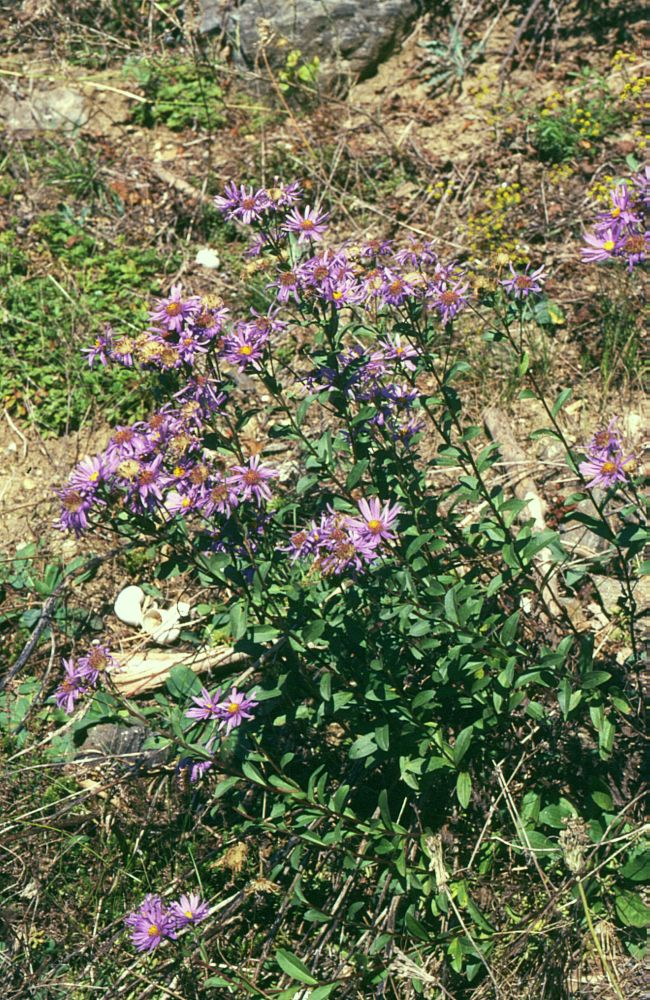
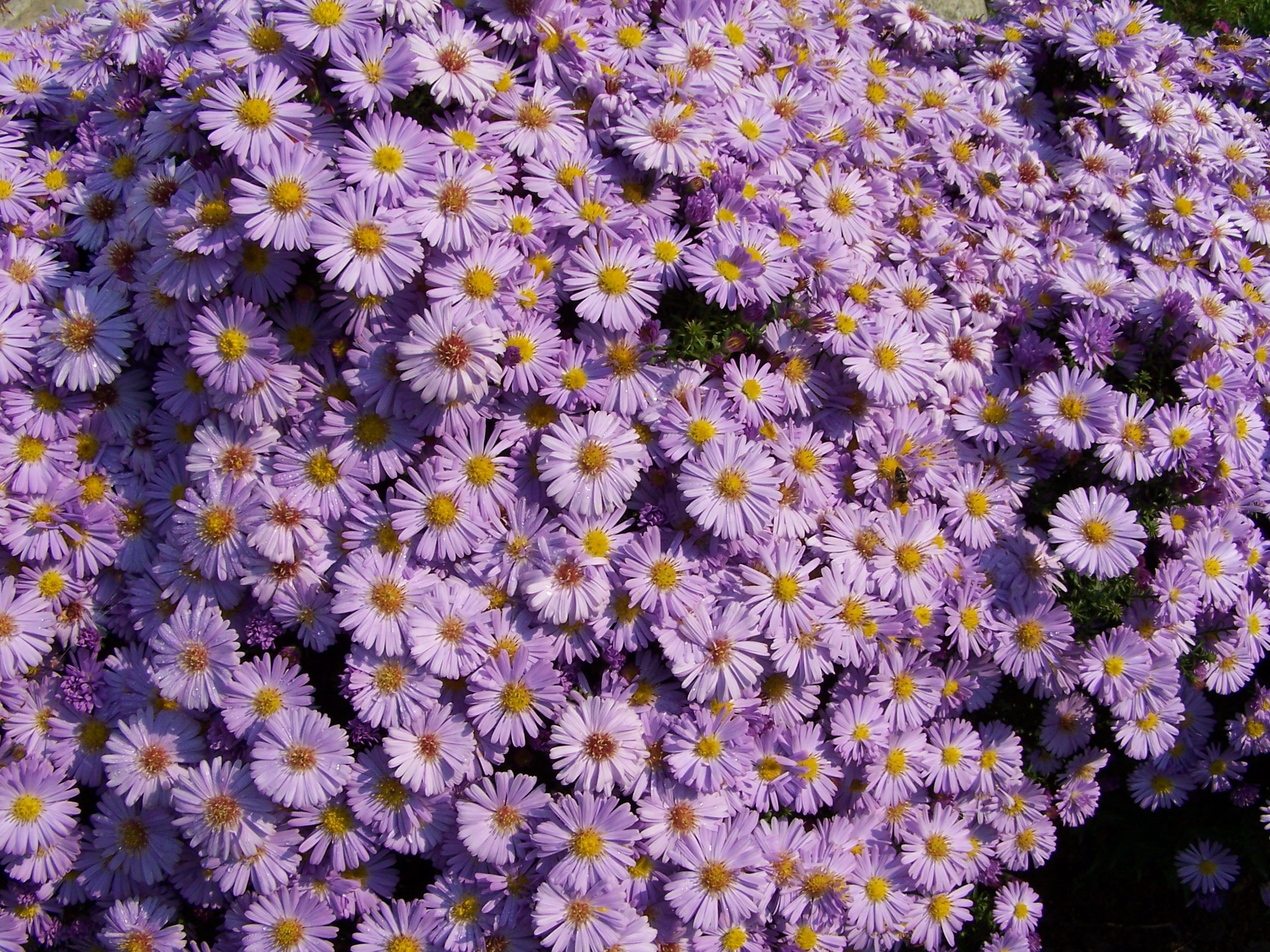
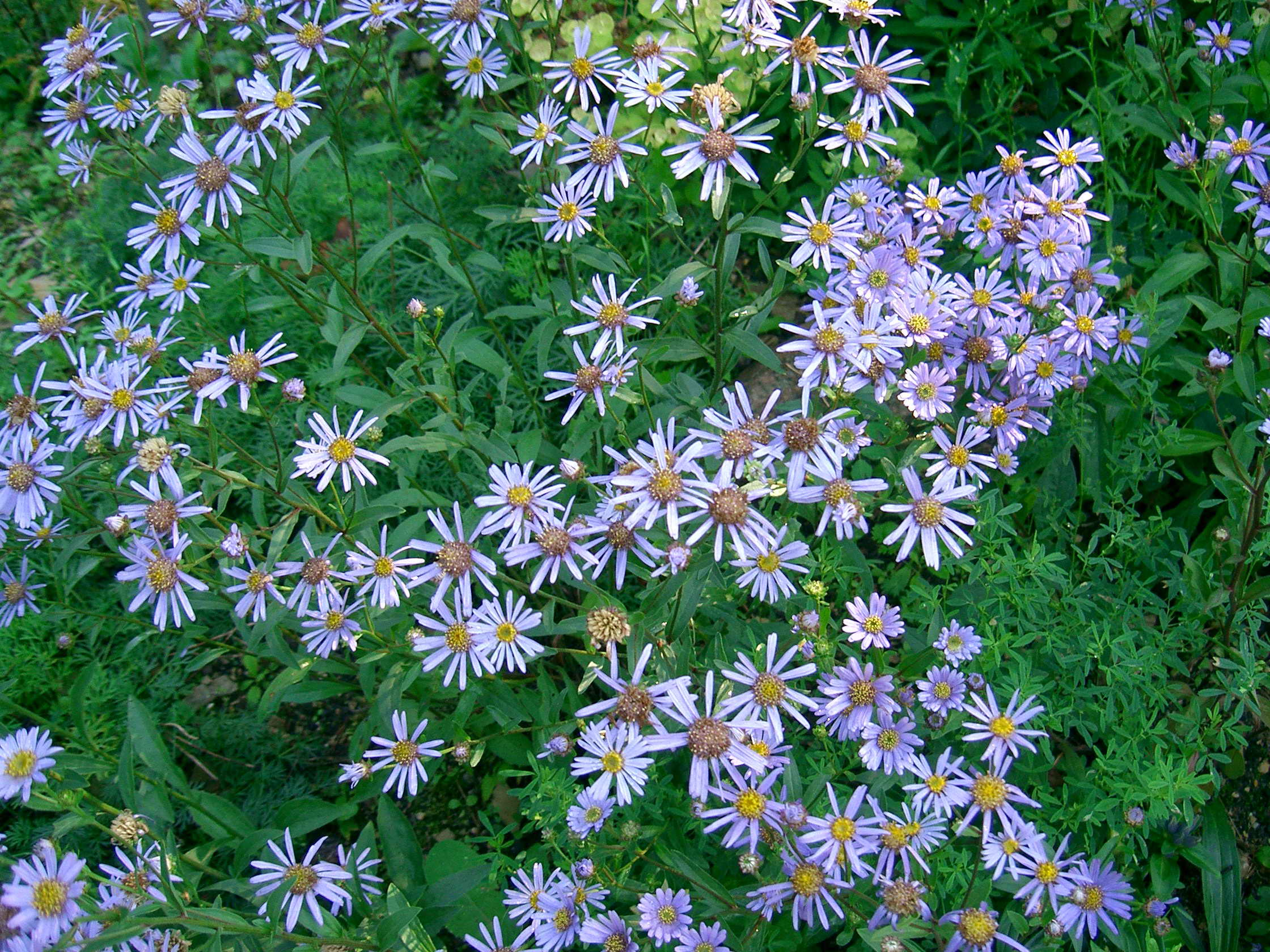

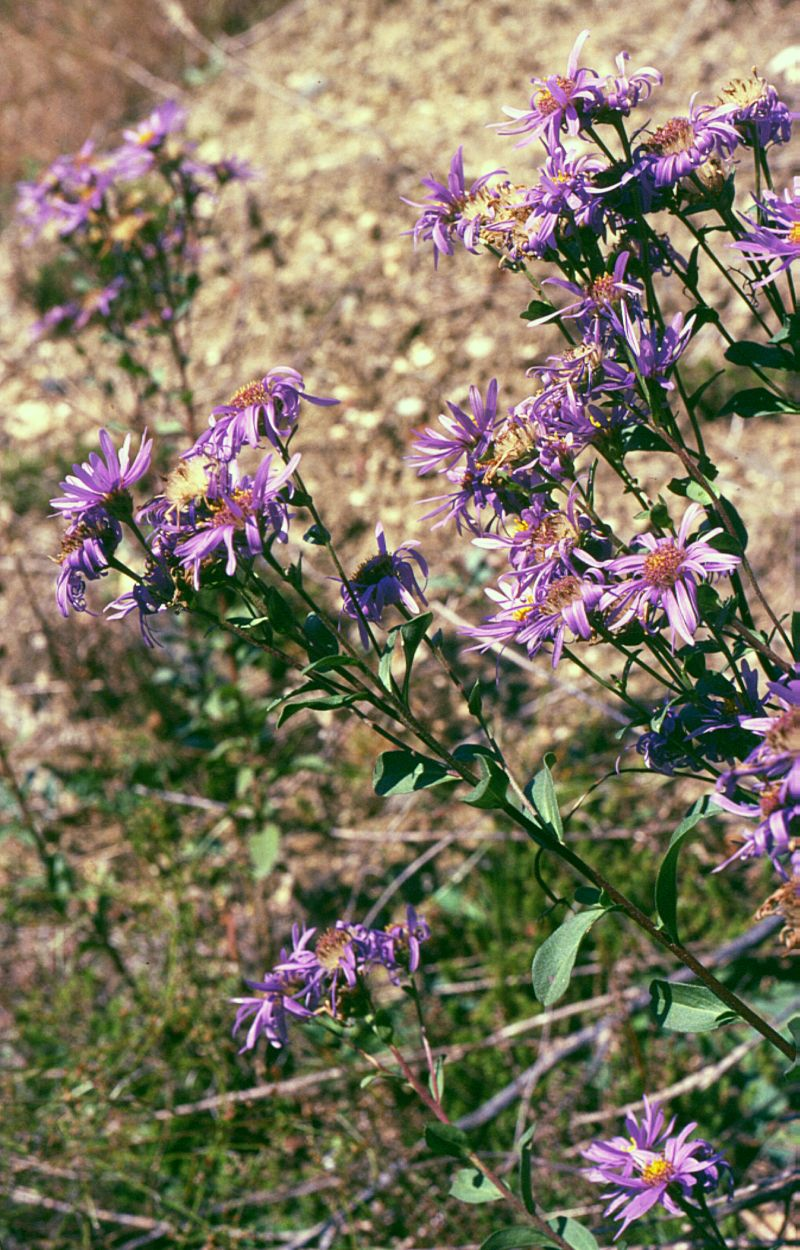
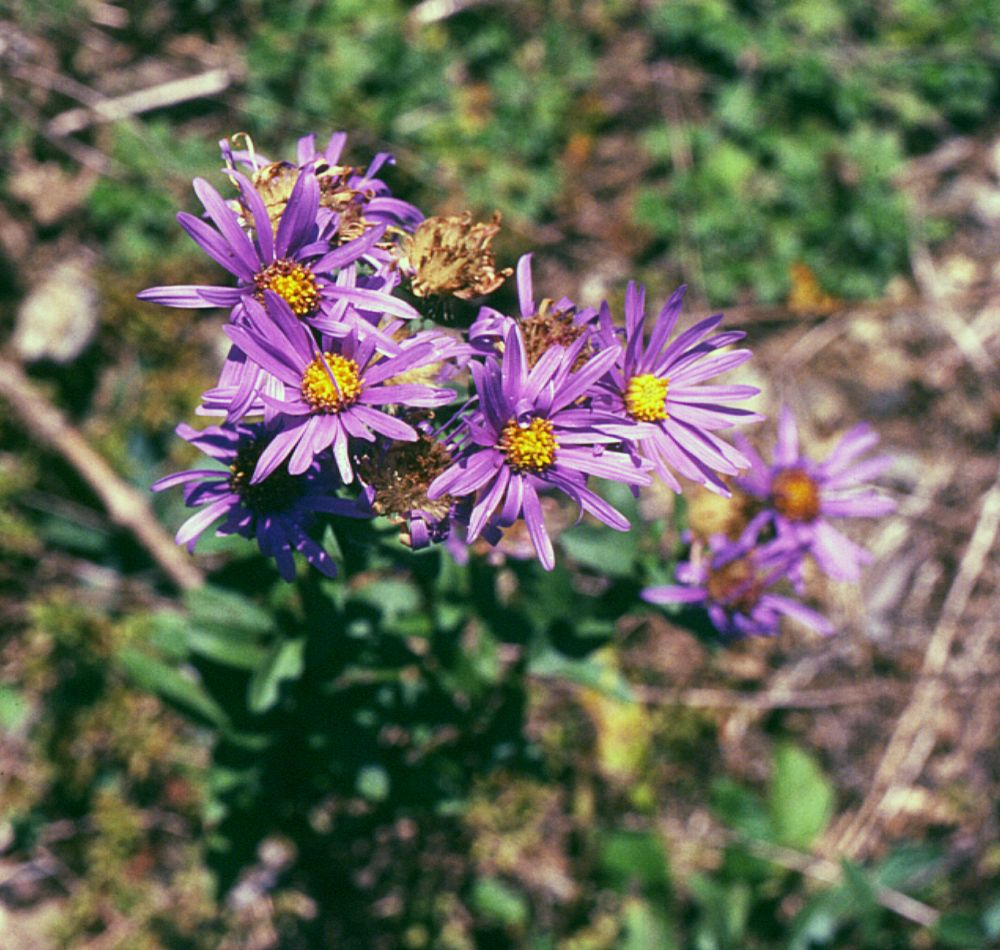
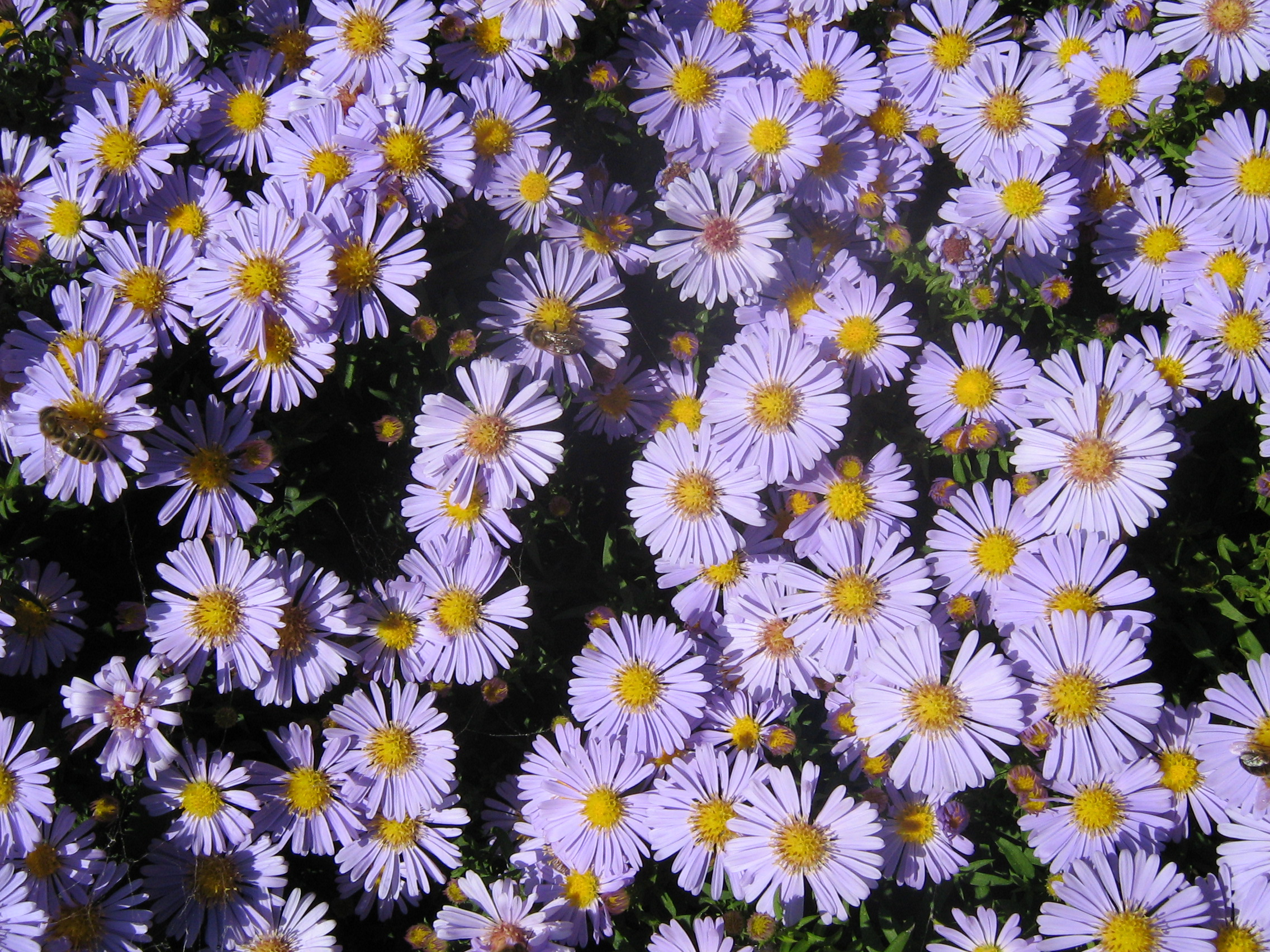

Cây có nguồn từ châu Âu, châu Á. Là cây thân thảo, sống nhiều năm nhờ có thân rễ mọc bò dưới đất. Thân cao 15 – 50 cm, đơn hay phân nhánh ít ở ngọn. Lá dài, thuôn hình giáo tù, hơi có lông mịn, nguyên, các lá ở thân không có cuống. Cụm hoa hình đầu đơn độc ở ngọn các nhánh. Vòng hoa đều dài, cánh môi thuôn hẹp, thẳng màu lam tím. Các hoa ở ngoài hình lưỡi, màu lam tím, dài 1 cm. Hoa giữa hình ống hẹp màu vàng, xếp sát nhau. Hoa thường màu tím nhạt. Quả bế có mào lông mịn màu vàng.

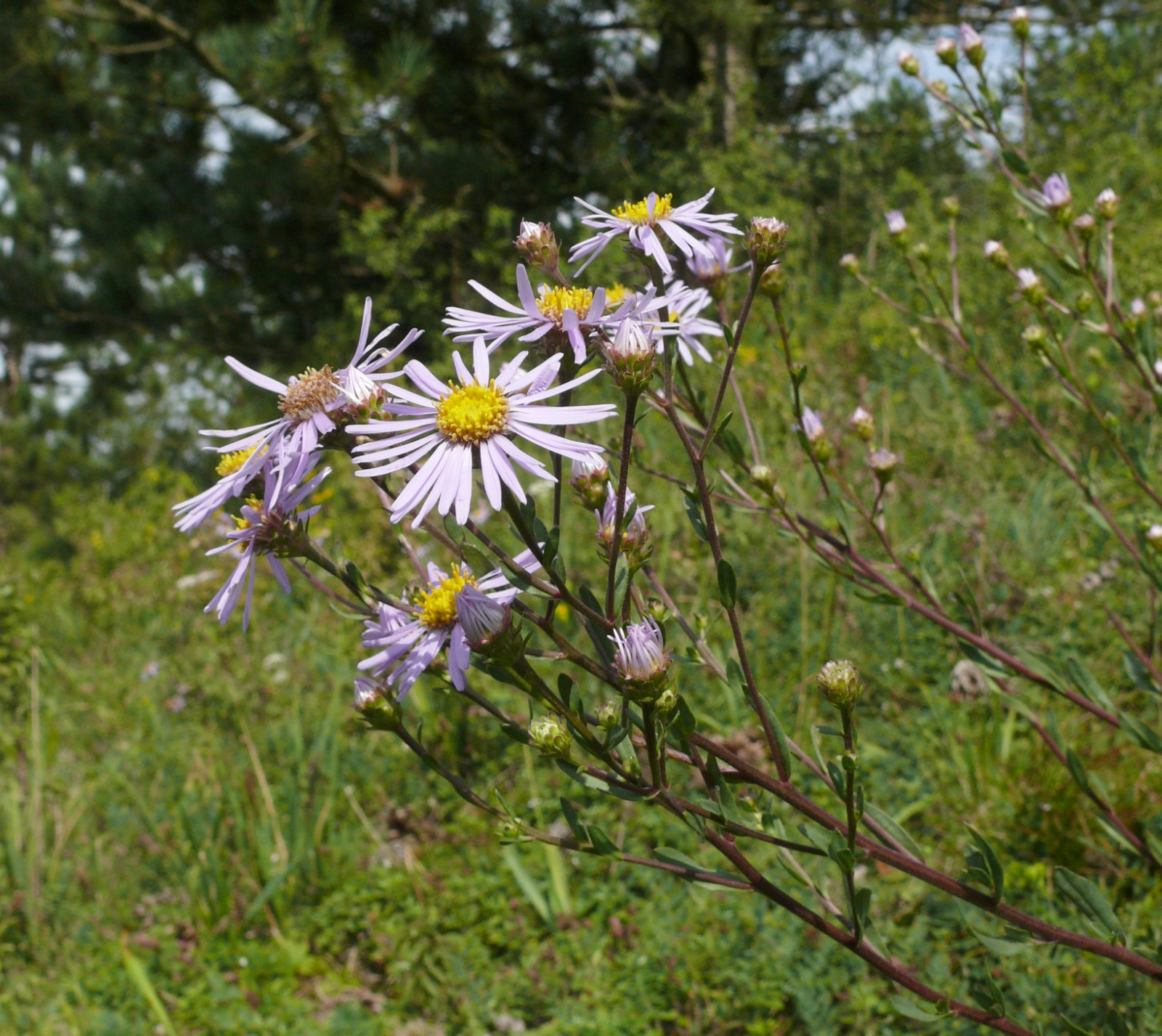
Aster amellus Germany - Tauberland
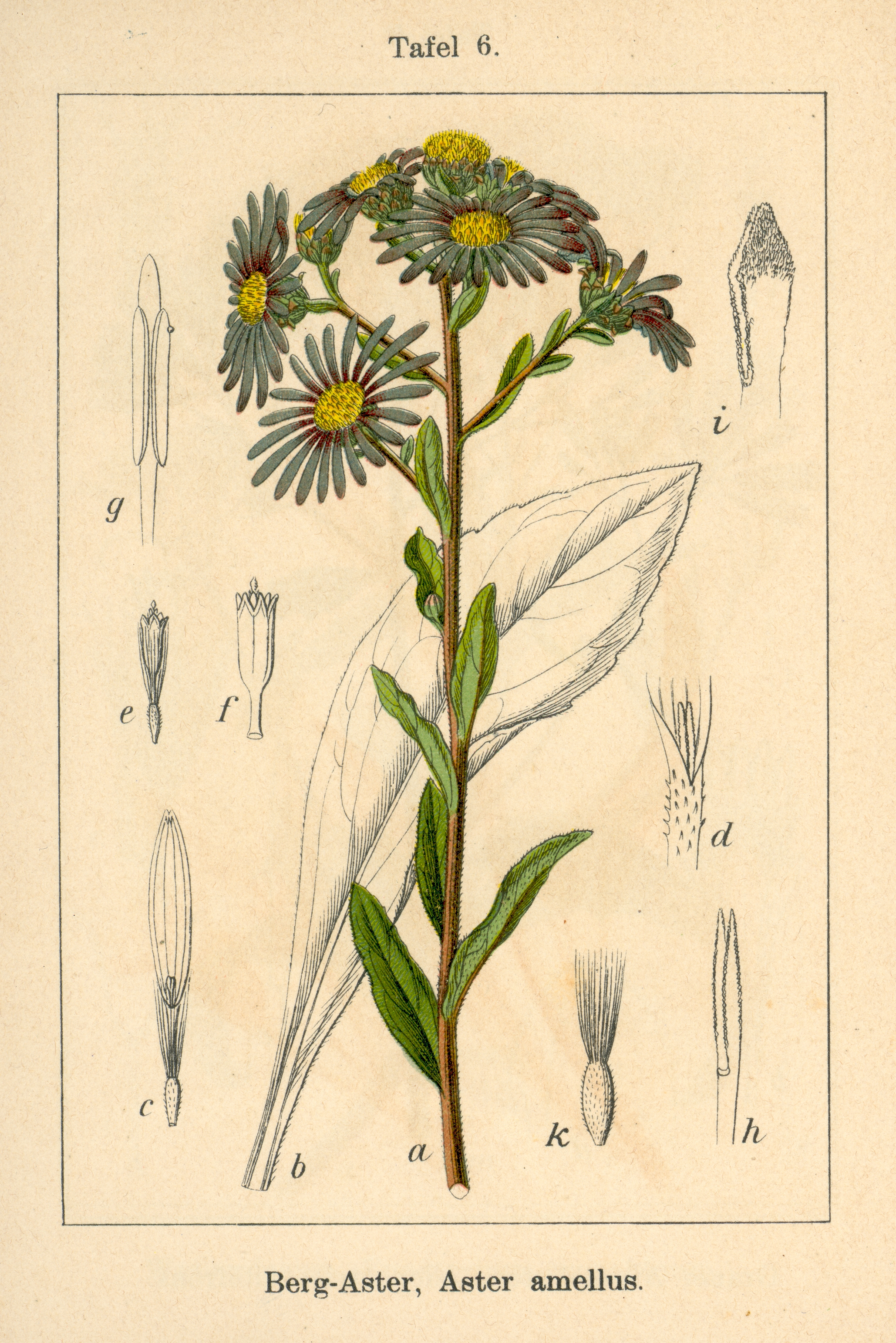
Aster amellus Illustration in: Jakob Sturm: "Deutschlands Flora in Abbildungen", Stuttgart (1796)
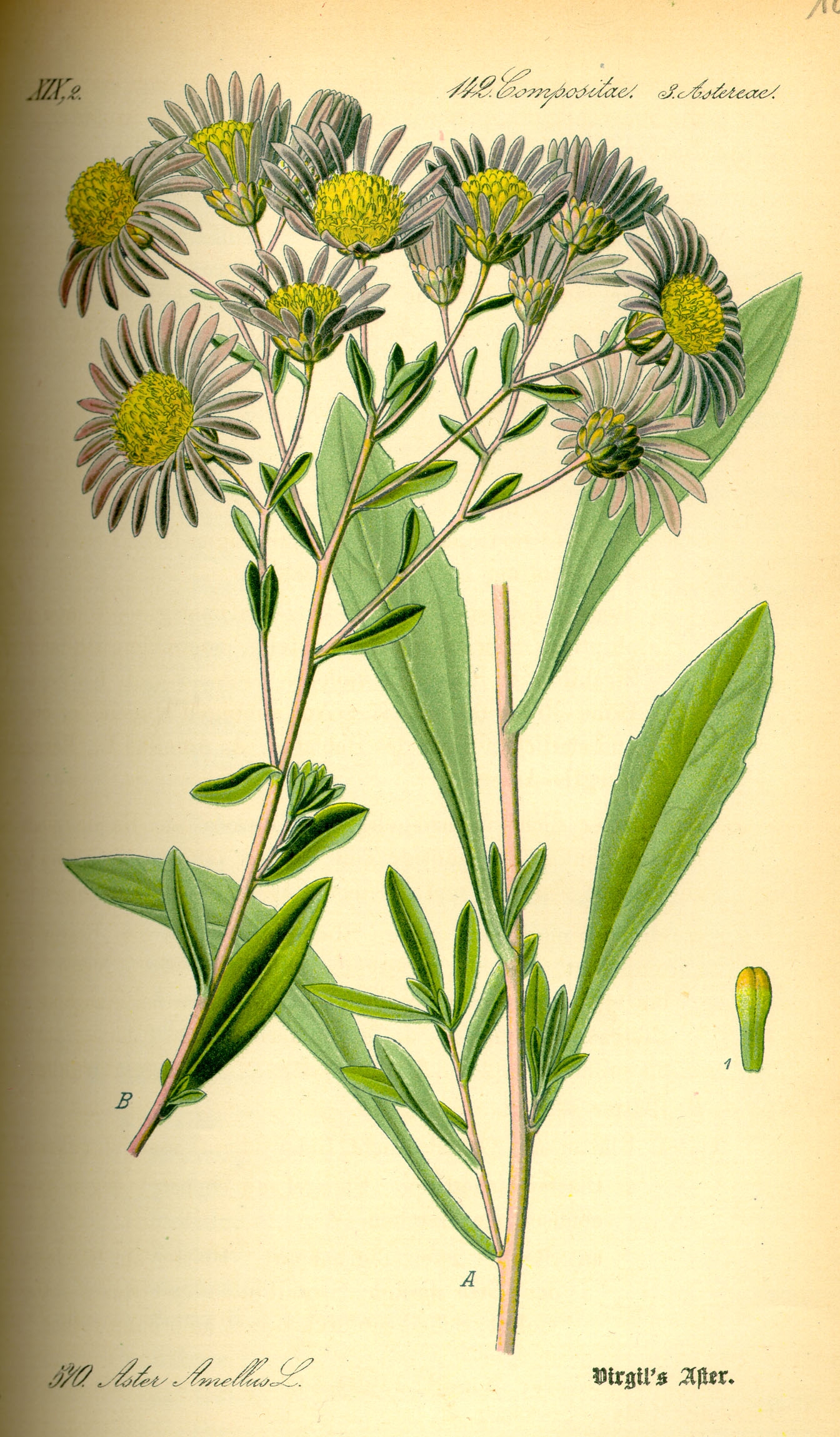
Aster amellus Illustration in: Otto Wilhelm Thomé: "Flora von Deutschland, Österreich und der Schweiz", Gera (1885)

## Công dụng
Rất nhiều giống cúc cánh mối với các màu hoa khác nhau (hồng, tím, tím xanh) được sử dụng ở các khu vực ôn đới làm cây cảnh cho công viên và vườn.

## Trong văn hóa
Người Hi Lạp cho rằng, hoa cúc thạch thảo có khả năng chống lại ma quỷ  và các thế lực xấu. Vì thế, họ thường đặt một vòng hoa được kết bằng hoa thạch thảo ở những nơi linh thiêng hoặc đốt lá thạch thảo với mục đích xua đuổi tà ma. Cả người Anh và người Đức đều tin rẳng, hoa thạch thảo là loài hoa tượng trưng cho sức mạnh và phép màu.Người Mỹ coi hoa thạch thảo là loài hoa của tháng 9. Hoa thạch thảo cũng được các cặp vợ chồng dành tặng cho nhau trong ngày kỷ niệm 20 năm ngày cưới.
Trong bài hát "Mùa thu chết" của Phạm Duy, có câu: Ta ngắt đi một cụm hoa thạch thảo, Em nhớ cho: Mùa Thu đã chết rồi ! Ôi ngát hương thời gian mùi thạch thảo! Em nhớ cho rằng ta vẫn chờ em.